# Шорци
Шорци су туркијски народ, који живи у југоисточном делу западног Сибира у Русији. Према попису становништва Русије 2010. популација је била 12.888 људи. Највише их има у Кемеровској области у граду Таштагол.

## Порекло
Верује се да су Шорци потомци сибирских староседелаца Кета и Обских Угара, који су између 6. и 13. века дошли под утицај туркијских Јенисејских Киргиза, Алтајаца и Ујгура. Од којих су примили туркијски језик. Касније је долазило до мешања и са Монголима и туркијским Татарима.

## Језик
Шорски језик припада туркијским језицима. Постоје два дијалекта шорског, а то су мраски дијалекат, који је у употреби у басенима река Том и Мрасу и кондомски дијалекат, који је у употреби у басену реке Кондома и доњем делу басена реке Том. Почетком 21. века већина Шораца говори руским као матерњим језиком, а проценат говорника шорског је у непрестаном опадању.